# Bank of America Corporate Center
Das Bank of America Corporate Center ist ein 265 Meter hoher Wolkenkratzer in Downtown Charlotte (North Carolina).
Seit der Fertigstellung 1992 ist es das höchste Gebäude in North Carolina, ebenso zwischen Philadelphia und Atlanta. Es ist 60 Stockwerke hoch und rangiert damit auf Platz 58 der höchsten Gebäude in den USA. Das Bank of America Corporate Center wurde von dem argentinischen Architekten César Pelli entworfen ist das bekannteste Hochhaus in der Skyline von Charlotte.
Das Bank of America Corporate Center ist die Zentrale der Bank of America, der seit Juni 2006 größten Bank der USA.
Die offizielle Adresse des Bank of America Corporate Center ist 100 North Tryon Street, Charlotte, NC 28202.